# Senioria de Ramla
Senioria de Ramla sau Rama stat cruciat apărut ca urmare a primei cruciade, sediu al unei episcopii catolice și important nod de comunicații și comercial în zonă.

## Amplasare geo-politică
Senioria Ramla era plasată în zona costală a Palestinei într-o arie de șes, propice agriculturii. Orașul se situa la răscrucea a două importante drumuri comerciale medievale: via maris, ce șerpuia de-a lungul coastei Mării Mediterane și drumul ce unea portul Jaffa de Ierusalim. Senioria era, inițial, direct vasală Regatului de Ierusalim, apoi, din secolul al XIII-lea, după Cruciada a III-a, este arondată  sistemului statelor vasale Comitatului de Jaffa. Vecii erau: la nord, Senioria de Mirabel și Comitatul de Jaffa; la sud și vest, Senioria de Ibelin și la est domeniile ce țineau direct de Regatul de Ierusalim. Ca orașe principale: Ramla și Lydda.

## Istoric
În drumul spre Ierusalim, armatele cruciate cuceresc Lydda, pe care o supun unui infiorător jaf. Aici fac tabără și hotărăsc costruirea unei biserici. Pornind la drum găsesc orașul Ramla pustiu căci locuitorii fugiseră speriați la zvonul atrocităților săvârșite de creștini lăsând totul, inclusiv provizii de alimente și apă. 
După stabilirea Regatului de Ierusalim, Ramla este în continuare sub administrarea Fatimizilor, în ciuda victoriei obținute de cruciați în 1101 împotriva lui Al-Afdal, orașul fiind inclus în regat abia după luptele din mai 1102 și victoria lui Baudouin I de Boulogne de la Jaffa. După anexare orașul este fortificat atribuindui-se pământurile inconjurătoare, organizându-se astfel o seniorie. Ca centru important al zonei Ramla devine reședința Episcopiei de Ramla și Lydda, în jurul anului 1150 aici fiind construită o impunătoare biserică, model al stilului latin în Palestina cruciadelor.
În 1105, Fatimizii încearcă o ofensivă împotriva împotriva creștinilor, Baudouin I câștigând o bătălie importantă pentru viitorul regatului cruciat.
Primul senior cunoscut este un anume Baudouin, presupus a fi Baudouin de Hestrut, cruciat flamand, însă identificarea lui cu precizie nu poate fi facută. Domeniul și titlul trec în posesia familiei d'Ibelin prin Helvis de Rama, fiica lui Baudouin, căsătorită în 1220 cu Barisan, seniorul d'Ibelin, la moartea lui Rénier, fratele lui Helvis.
Importanța strategică și economică a senioriei atrage imediat atenția musulmanilor, Ramla fiind printre primele vizate în timpul ofensivei lui Saladin, asediul din noiembrie 1177 fiind respins cu greu de forțele creștine. După lupta de la Hattin teritoriul senioriei este anexat de Mameluci iar Cruciada a III-a nu reușește să-l redea creștinilor în ciuda luptelor grele ce se dau în jurul orașului.
În 1229, orașul este recucerit de Jean d'Ibelin, conetabilul Regatului de Ierusalim și inclus în teritoriul acestuia, fiind atribiut în 1244 lui Jean d'Ibelin, ca urmare a prețuirii serviciilor aduse de Balian d'Ibelin, bailul regatului, ulterior lui Jean d'Ibelin făcândui-se cadou întreg comitatul Jaffa.
În 1260, sultanul mameluc Baibars I, recucerește definitiv orașul Ramla, Jean d'Ibelin purtând titlul până la moartea sa în 1266. 

## Seniorii de Ramla
| 1106-1138 | Baudouin de Ramla              |
| 1138-1147 | Rénier de Ramla                |
| 1148-1151 | Barisan (Balian) d'Ibelin      |
| 1151-1170 | Hugues I d'Ibelin              |
| 1170-1186 | Hugues al II-lea d'Ibelin      |
| 1186-1187 | Thomas d'Ibelin                |
| 1187-1229 | cucerit de Mameluci            |
| 1229-1244 | inclus în Regatul de Ierusalim |
| 1244-1260 | Jean d'Ibelin                  |